# فرناندو مارتین (بازیکن فوتبال)
فرناندو مارتین (انگلیسی: Fernando Martín؛ زادهٔ ۲۷ اوت ۱۹۸۱) بازیکن فوتبال اهل اسپانیا است.